# Orpà

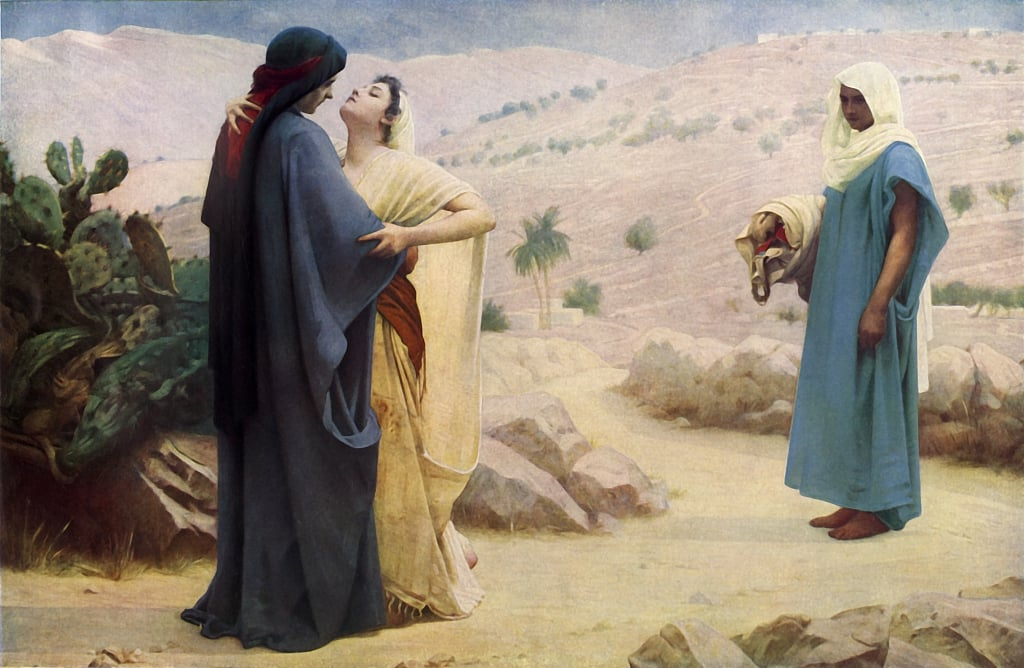
Pintura que representa el moment en què Rut decideix quedar-se amb la seva sogra Noemí, mentre Orpà les abandona per retornar amb la seva família original. Retrat de Philip Hermogenes Calderon - Ruth and Naomi 1886-1936 (Meister Drucke-794166)

Orpà va ser una dona moabita, cunyada de Rut, va viure en el segle xii aC. El seu nom significa "jove ufanosa"
La família jueva formada per Noemí, el seu marit Elimèlec i els seus dos fills Mahlon i Quilion, van fugir d'Israel a l'època que governaven els jutges (aprox. segle XII aC) degut a un període de grans fams que assolava el país. Van dirigir-se cap a llevant a les terres de Moab. Un cop situats al nou emplaçament, Elimèlec morí, deixant Noemí sola amb els dos nois. Aquests es varen casar amb dues noies moabites. Mahlon amb Rut i Quilion amb Orpà. Però ben aviat els dos fills de Noemí també van morir, deixant-la amb les seves dues nores. Assabentada Noemí que la fam a Israel havia acabat va decidir tornar amb totes dues, però a mig cami va demanar-les que l'abandonessin i tornessin a Moab amb els seus pares i les seves famílies. Si bé Orpà va accedir i fent-li un bes es va acomiadar de Noemí i retornà amb els seus, Rut va decidir quedar-se amb ella per la gran estimació que li tenia.